# Mendi Rodan
 (juin 2020).
Si vous disposez d'ouvrages ou d'articles de référence ou si vous connaissez des sites web de qualité traitant du thème abordé ici, merci de compléter l'article en donnant les références utiles à sa vérifiabilité et en les liant à la section « Notes et références ».
Pour les articles homonymes, voir Rodan (homonymie).
Mendi Rodan (né Rosenblum, le 17 avril 1929 à Iași en Roumanie; décédé le 9 mai 2009 à Jérusalem) est un chef d'orchestre et violoniste israélien né roumain.

## Biographie
Mendi Rodan (Rosenblum) né en Roumanie, était l'un des trois enfants de Salomon et Miriam Rosenblum. Mendi a commencé à jouer du violon à l'âge de cinq ans. Ses parents se sont assurés que tous les enfants aient un soutien scolaire pour les langues, les mathématiques, l'éducation physique et la musique. En 1941, le père de Mendi et plusieurs de ses proches ont été assassinés dans les pogroms perpétrés contre les Juifs de Iași. Mendi, sa mère et ses frères ont survécu à la guerre, mais ont souffert de difficultés financières extrêmes.
Après la libération de la Roumanie de la domination fasciste, Rodan a commencé des études d'ingénieur, mais finalement il les a abandonnées. Parmi ses professeurs pour la musique on trouve Mirce Bersan, ainsi que le violoniste arménien Garabet Avakian. Il a étudié la direction d'orchestre avec le chef Constantin Silvestri à l'Académie nationale de musique roumaine à Bucarest. Dans le domaine de la musique de chambre, Rodan a été l'élève du compositeur juif Mihai Andryko. En 1957, Rodan a poursuivi des études avancées pour la direction d'orchestre et la musique de chambre à l'Université de musique Franz-Liszt de Budapest, en Hongrie.
En 1953, Rodan a épousé Judith, avec qui il a eu deux enfants. À cette époque, il a changé son nom de famille en nom roumain, soit Rodan.

## Carrière en Roumanie
À l'âge de 16 ans, Rodan est devenu premier violon de l'Orchestre symphonique national de la Roumanie. À l'âge de 24 ans, il est devenu son chef. Pour augmenter son salaire, il donnait des cours particuliers en mathématiques. En 1958, il a demandé un permis d'immigrer en Israël. À la suite de la demande, il ne fut plus membre de l'orchestre national à Bucarest et il a été forcé de se déplacer à Bacau jusqu'à son départ.

## Carrière en Israël
En 1960, Rodan fait son alya en Israël avec sa famille et s'installe à Jérusalem. En 1961-1963, il est le chef de l'Orchestre de chambre de Ramat Gan. De 1963 à 1972, Rodan a été le chef d'orchestre et le directeur musical de l'Orchestre de la Radio d'Israël à Jérusalem. À partir de 1964, il a été chef d'orchestre invité de l'Orchestre philharmonique d'Israël au Festival d'Israël et au concours Arthur Rubinstein. En 1972-1976, il a été chef d'orchestre invité régulier par l'Orchestre philharmonique d'Oslo en Norvège. De 1977 à 1991, il a servi comme directeur musical de l'« Israël Sinfonietta Beer-Sheva ». De 1980 à1983, il a été consultant pour la musique au Centre de musique de Jérusalem - Mishkenot Sha’ananim. De  1985 à 1989, il a été le directeur musical et le chef d'orchestre de l'Orchestre national de Belgique. Au cours de cette période, il a été le directeur artistique de l'Orchestre du Corps de l'éducation de l'armée israélienne . De  1993 à1997, il a conduit l'Orchestre philharmonique d'Israël. Ente 1993 et 2005, il a été le directeur musical et chef principal du Rishon Lezion Symphony Orchestra.
Mendi Rodan a dirigé l'Orchestre philharmonique de Londres et l'Orchestre symphonique de Vienne. Il a servi en tant que professeur invité pour la direction d'orchestre dans de nombreuses universités, y compris l'École de musique Eastman à Rochester, (État de New York) et l'Université Brigham Young à Salt Lake City, Utah. Il a dirigé l'Académie de musique et de danse de Jérusalem, et a fait partie du Conseil pour l'art et de la culture du Ministère israélien de l'Éducation et du Conseil israélien de l'enseignement supérieur. De 2004 jusqu' à son décès, il était professeur de direction à l'École de musique Buchman-Mehta de l'Université de Tel-Aviv.
En 2006, Mendi Rodan a reçu le Prix Israël.

## Source
- (en) Cet article est partiellement ou en totalité issu de l’article de Wikipédia en anglais intitulé « Mendi Rodan » (voir la liste des auteurs).